# Сергази
Сергази — река в России, протекает по Благовещенскому району Башкортостана. Длина реки составляет 21 км.
Начинается из небольших озёр к северу от села Саннинское, затем протекает через него. У пионерского лагеря пересекает лес Восточно-Чижовская Дача. Течёт в южном направлении мимо деревни Языково и урочища Каменный Ключ параллельно реке Мамонда. Устье реки находится в 19 км по правому берегу реки Малый Изяк. Долина реки частично покрыта лесом.

## Данные водного реестра
По данным государственного водного реестра России относится к Камскому бассейновому округу, водохозяйственный участок реки — Уфа от Павловского гидроузла до водомерного поста посёлка городского типа Шакша, речной подбассейн реки — Белая. Речной бассейн реки — Кама.
Код объекта в государственном водном реестре — 10010201212111100024053.